# Thomas Starzl
Thomas Earl Starzl (Le Mars, 11 marzo 1926 – Pittsburgh, 4 marzo 2017) è stato un medico statunitense, ricercatore ed esperto di trapianti d'organo.
Ha effettuato il primo trapianto di fegato umano nel 1963 ed è stato un pioniere nel trapianto di rene. Definito "il padre della trapiantologia moderna", ha continuato il suo lavoro pionieristico aiutando a sviluppare farmaci che rendessero i trapianti di organi più sicuri ed efficaci. Grande è stato il suo contributo nei campi della chirurgia generale e toracica e della neurofisiologia.

## Biografia

### Famiglia
Thomas Earl Starzl nacque l'11 marzo 1926 a Le Mars, Iowa, da Roman Frederick Starzl, direttore ed editore del Post Globe, un giornale locale in lingua inglese, e Anna Laura Fitzgerald, un'infermiera, figlia di immigrati irlandesi. Secondogenito, Starzl aveva un fratello più vecchio, John, e due sorelle più giovani, Nancy (morta in giovane età di cirrosi epatica) e Marnie. Dopo la morte della madre, avvenuta il 30 giugno 1947 a causa di un cancro al seno, il padre si risposò con un'altra donna irlandese, Rita Kenelay, dal quale matrimonio Starzl ebbe una sorellastra, Cathy, nata nel 1955. Colpito per ben due volte da ictus, suo padre morì all'età di 76 anni.

### Gli anni giovanili
Thomas E. Starzl cominciò a lavorare al Globe Post da quando aveva dodici anni, prima come semplice trasportatore di carta, poi svolgendo tutti quei lavori che suo padre stesso gli aveva insegnato, sviluppando quella destrezza manuale che avrebbe impiegato nella sua carriera di chirurgo. Contemporaneamente, frequentò le scuole pubbliche, sia elementari che medie, in una piccola scuola nello Iowa dell'Ovest, mostrando grande interesse per le materie umanistiche.
Nel 1944 si arruolò in Marina, riuscendo comunque a diplomarsi al Westminster College di Fulton nel Missouri; dopo il congedo dal servizio militare, si concentrò su quegli studi che gli avrebbero consentito l'ammissione alla facoltà di Medicina della Northwestern University a partire dal settembre 1947. La licenza liceale, che conseguì in quello stesso anno, coincise con la morte della madre, evento che creò in lui un grosso trauma, dal momento che anche l'armonia familiare si guastò. Non volendo più lavorare al Globe Post, accettò un impiego in una ditta di costruzioni per il resto dell'estate.

### I primi passi come medico
A partire dal settembre 1947 fu ammesso alla facoltà di Medicina della Northwestern University e dopo l'anno di matricola, nel 1948, sapendo di non poter più dipendere economicamente dal padre, trovò un lavoro provvisorio al Chicago Tribune come correttore di bozze; più tardi, ebbe un'altra fonte di guadagno lavorando in un ambulatorio chirurgico nel ghetto di Chicago, dove il 10% degli studenti di Medicina si mantenevano curando i lavoratori che si infortunavano o che erano rimasti invalidi per cause di servizio. Alla Northwestern rimase cinque anni invece dei soliti quattro, perché lavorò come ricercatore con il Dott. Horace Winchell Magoun, un professore di neuroanatomia: in questo periodo Starzl sviluppò una tecnica di registrazione per rilevare le risposte del cervello agli stimoli sensoriali. Nel 1950 Magoun lasciò la Northwestern University per un nuovo incarico all'Università di Los Angeles, dove fondò il dipartimento di Anatomia; Starzl lo raggiunse nel 1951 per completare il suo dottorato di ricerca in neurofisiologia. Nutrendo la segreta speranza di diventare medico, decise poi di dedicarsi alla medicina clinica, ma Magoun prese accordi affinché andasse al Karolinska Institute di Stoccolma per un internato con il neurofisiologo Ragnar Granit, che più tardi avrebbe vinto il premio Nobel. All'inizio del giugno del 1952 Starzl si laureò ricevendo i tre attestati di dottorato di ricerca, laurea e abilitazione all'esercizio della professione medica.

### L'ascesa di Starzl chirurgo

#### Al Johns Hopkins, Baltimora
Starzl si iscrisse al prestigioso programma di formazione chirurgica presso la Johns Hopkins University Hospital, a Baltimora, nel 1952 e il primo luglio iniziò l'internato. L'Hopkins era un trampolino di lancio: il livello medio delle tecniche chirurgiche e l'opportunità di fare esperienza clinica non avevano concorrenti in nessun'altra università, anche se lo stipendio concesso agli internati era solo simbolico. Il 27 novembre 1954, quando ormai stava per terminare il suo periodo di ricerca sperimentale al laboratorio di William Stewart Halsted, sposò Barbara June Brothers di Hartville, Ohio. I due ebbero tre figli: Timothy, Rebecca e Thomas; il matrimonio sarebbe finito con il divorzio nel 1976, in parte, come ammesso dallo stesso Starzl, a causa del suo programma di lavoro senza sosta. Un anno e mezzo dopo, all'inizio della primavera del 1956, decise di trasferirsi all'Università di Miami dove era stata fondata da poco una nuova facoltà di Medicina con un Dipartimento di Chirurgia, il Jackson Memorial Hospital, e completare lì l'ultimo anno di specializzazione. Diversi furono i motivi di questa sua scelta, in particolare ad un aumento delle necessità economiche si accompagnava la difficoltà nell'adattarsi al sistema di lavoro dell'Hopkins, che non lasciava alcuno spazio all'inventiva e all'azione personale.

#### Al Jackson Memorial Hospital di Miami, Florida
Durante questo periodo, qualcosa nel subconscio sembrò spingerlo verso il fegato, grande nemico dei chirurghi: coloro, che avevano provato ad asportarne una parte, avevano esposto il paziente a rischi mortali di emorragia. Siccome non c'era possibilità di operare animali di grossa taglia, fece esperimenti sui cani ottenuti dal canile della città, allestendo una sala operatoria in un garage vuoto di fronte al pronto soccorso del Jackson Memorial Hospital. Starzl sviluppò una nuova tecnica per rimuovere il fegato, primo passo nel trapianto di questo organo, metodo pubblicato e diventato standard mondiale.

#### Il ritorno a Chicago
Nel 1958 tornò alla Northwestern University di Chicago, dove aveva accettato una borsa di studio in chirurgia toracica per la sola ragione di superare l'esame di abilitazione, che gli avrebbe consentito di esercitare la professione di chirurgo. Un anno dopo ottenne il diploma definitivo di specializzazione, superando gli ultimi esami nell'ottobre del 1959. Ancora più importanti furono due premi ricevuti per finanziare la sua ricerca sperimentale: il primo consisteva in una sovvenzione quinquennale da parte del National Institutes of Health, il secondo era la prestigiosa borsa di studio Markle, che lo convinse a rimanere in ambito accademico. Il primo luglio del 1959 diventò il secondo chirurgo a tempo pieno della facoltà di medicina della Northwestern University per quattro anni: durante questo periodo perfezionò ulteriormente le tecniche di trapianto di fegato.

#### Al Denver VA Hospital, Colorado
Nel dicembre del 1961, Starzl accettò l'incarico di professore associato in chirurgia presso la University of Colorado School of Medicine, a Denver, credendo che gli potesse offrire maggiori possibilità di sviluppare un attivo programma di trapianto d'organo. Già dalla fine del 1950 i chirurghi avevano cominciato a sperimentare i primi farmaci immunosoppressori per evitare il rigetto di un organo trapiantato, rendendo possibile per la prima volta il trapianto. Nonostante il suo interesse per il trapianto di fegato umano, Starzl lo considerava troppo rischioso rispetto alle conoscenze di immunosoppressione di allora: l'unica debole speranza era rappresentata dal trattamento con la 6-Mercaptopurina in grado di attenuare e ritardare il rigetto. Il 27 marzo 1962 Starzl eseguì la sua prima operazione di trapianto di rene a Denver fra gemelli monovulari. L'operazione fu un successo, ma il suo vero obiettivo rimaneva il fegato e ben presto si sarebbe dedicato a quella sfida.

### I primi trapianti di fegato
Il primo marzo 1963, cinque anni prima che il chirurgo Christiaan Barnard eseguisse il primo trapianto di cuore umano, Starzl tentò il primo trapianto di fegato al mondo. Il suo paziente fu un bambino di tre anni chiamato Bennie Solis, affetto da atresia delle vie biliari, una malattia per la quale non esisteva alcun trattamento medico e alcuna speranza di vita. Durante l'intervento, il sangue del bambino non coagulò ed egli morì dissanguato, nonostante il tentativo di fermare l'emorragia; l'operazione non fu portata al termine. Starzl fu ampiamente criticato ma, imperterrito, tentò di nuovo nel maggio 1963. Questa volta, diede al suo paziente, un uomo con il cancro al fegato, enormi quantità di fibrinogeno, una proteina che favorisce la coagulazione del sangue. L'operazione sembrò essere un successo ma il paziente morì tre settimane dopo per le medesime complicanze.
Nonostante il secondo paziente fosse sopravvissuto per poco più di tre settimane, l'operazione di Starzl rappresentò una pietra miliare per la chirurgia e in pochissimo tempo egli diventò un chirurgo di fama internazionale.

### Il prosieguo della carriera medica
Negli anni successivi, Starzl lavorò per risolvere il problema della mancata coagulazione del sangue e del rigetto dei tessuti. Nella primavera del 1964 diede inizio alla più grande ricerca sulla tipizzazione tissutale che fosse mai stata fatta. Già dal 1960 il medico Paul Terasaki della University of California, Los Angeles aveva sviluppato un metodo per la rilevazione degli antigeni dei tessuti, gli agenti responsabili del rigetto; questo diede il via alla ricerca nel campo dell'istocompatibilità umana: tali studi permisero di abbinare donatori e riceventi, in maniera tale che i tessuti risultassero compatibili tra loro. Starzl, inoltre, rivolse la sua attenzione allo sviluppo di farmaci che bloccassero il rigetto del nuovo organo da parte del sistema immunitario: oltre alla combinazione di Imuran-Prednisone, egli sperimentò una nuova sostanza chiamata siero antilinfocitario (ALG) che, sebbene fosse utilissimo nel curare il rigetto, non poteva essere usato per lungo tempo, perché aveva come effetto collaterale una maggiore incidenza di infezioni virali, comprese quelle associate alla formazione di un nuovo cancro..
Nel luglio del 1967 Starzl era pronto a tentare il trapianto di fegato nuovamente: questa volta i pazienti furono neonati e bambini affetti da diverse malattie epatiche. Gran parte degli interventi eseguiti ebbero successo anche se alcuni dei pazienti, sopravvissuti all'operazione, morirono poco tempo dopo per malattie non correlate al trapianto. Entro la fine del 1970, il tasso di sopravvivenza per i trapiantati di fegato era salito al 40 per cento.
Nel periodo compreso tra il 1970 e i primi anni del 1980 la carriera di Starzl toccò il suo apice: dopo essere stato promosso a professore di chirurgia presso l'Università del Colorado nel 1964, fu fatto presidente del dipartimento nel 1972.
Alla fine degli anni settanta Starzl iniziò degli esperimenti con un nuovo farmaco, la Ciclosporina, la quale aveva un'efficacia superiore nella prevenzione del rigetto dell'organo. La sua introduzione diede un segnale incoraggiante, perché fece aumentare il tasso di sopravvivenza nei trapianti.
Tuttavia, nonostante fosse stato deciso di portare avanti le esperienze con la Ciclosporina nel Colorado, nessuno poteva aspettarsi quello che di lì a poco sarebbe accaduto. Il rettore e il preside della facoltà di Medicina e dell'annesso Colorado General Hospital distrussero le basi, su cui si fondava l'attività di trapianti del gruppo di Starzl, licenziando Jack Franks, direttore del centro per le ricerche cliniche, dove effettuavano i trapianti di fegato sull'uomo, e Tony Aldrete, direttore del servizio di Anestesia. Questi fatti gli fecero capire molto chiaramente che l'università non aveva più nessuna intenzione di proseguire le ricerche nel campo dei trapianti e che le successive esperienze con la Ciclosporina non dovevano essere portate avanti all'Università del Colorado. Starzl decise, così, di rassegnare le dimissioni per la fine dell'anno.
Dopo essere stato a lungo corteggiato dall'University of California di Los Angeles, decise di prendere in considerazione la proposta di Hank Bahnson, direttore dell'Università di Medicina di Pittsburgh, dove si trasferì il 31 dicembre 1980. Nello stesso anno, Starzl sposò Joy Conger, tecnico di ricerca che aveva collaborato con lui durante il periodo di permanenza a Denver.
Non poche furono, comunque, le difficoltà incontrate a Pittsburgh: ostacoli burocratici impedivano l'uso di farmaci promettenti come la Ciclosporina e i trapianti, diversi da quelli di rene, erano considerati sperimentali e, pertanto, non rimborsabili.
Prima del Natale 1981 Starzl decise di presentare il problema a C. Everett Koop, il rappresentante nazionale dei chirurghi statunitensi, il quale gli suggerì di comparire davanti ad un comitato governativo, presso il National Institutes of Health, che avrebbe potuto approvare l'operazione.
Starzl riunì così un gruppo di bambini, che erano sopravvissuti ai trapianti di fegato eseguiti tra il 1970 e primi anni del 1980, come prove a sostegno del valore dell'operazione; dopo molte testimonianze, il comitato approvò il trapianto di fegato come un servizio per l'umanità.

#### Inizia l'era dei trapianti
Quello, che seguì, fu una vera e propria corsa al trapianto di fegato secondo le modalità di Starzl; i medici, da lui istruiti, si recarono in tutto il paese. Allo stesso tempo fu evidente che c'era bisogno di un sistema nazionale di reperimento e distribuzione di organi, per la cui realizzazione Starzl si impegnò in prima persona, divenendone il presidente-fondatore.
Egli incrementò la sua fama eseguendo anche alcuni trapianti multi-organo, che aveva sperimentato fin dal 1960 nonostante non lasciassero intravedere alcuna applicazione clinica, dal momento che, in quegli anni, non c'era mezzo per controllare il rigetto. Nel 1984 un bambino fu trapiantato di fegato e di cuore in una singola operazione, mentre una giovane donna ricevette fegato, cuore e rene nel 1986.
Nell'agosto dello stesso anno, Starzl si recò ad Helsinki per il congresso biennale dei Trapianti, ove in programma vi era la presentazione di un misterioso prodotto chiamato FK506 (oggi conosciuto come Tacrolimus) : tale farmaco sembrava capace di ovviare ai problemi di danno renale causati dalla Ciclosporina. Starzl fu subito attratto dalle caratteristiche di quel farmaco, ma a causa della presunta tossicità emersa dal suo utilizzo, fu costretto a sottoporre le sue ricerche alla Food and Drug Administration. Tra il febbraio e il luglio del 1989 dieci trapiantati passarono dalla Ciclosporina all'FK 506 e, per la fine di ottobre, l'FK506 divenne un farmaco di prima scelta per i trapianti di fegato, cuore e polmoni: l'incidenza del rigetto si ridusse, la dose di cortisone da somministrare fu abbassata e diminuirono il tempo di ricovero e le spese ospedaliere. Benché gli effetti collaterali, compreso il danno renale, fossero simili a quelli provocati dalla Ciclosporina, non erano più così gravi: il nuovo farmaco aveva un margine di sicurezza superiore rispetto ai precedenti.

### L'abbandono della sala operatoria e gli ultimi anni
L'11 luglio 1990 Starzl, colpito da angina pectoris, fu sottoposto ad un intervento di by pass aorto-coronarico e, poco dopo, si ritirò dalla chirurgia attiva per l'eccessivo coinvolgimento emotivo con i pazienti.
Pensionato dal servizio clinico e chirurgico dal 1991, il Dr. Starzl ha dedicato il suo tempo alla ricerca rimanendo attivo come professore di chirurgia presso la scuola di medicina e il centro medico dell'Università di Pittsburgh, quest'ultimo a lui dedicato con il nome "Thomas E. Starzl Transplantation Institute". Dal suo "pensionamento", è anche stato riconosciuto come uno degli scienziati più prolifici del mondo e il più citato nel campo della medicina clinica..

## Libri ed articoli
Thomas Earl Starzl si è dedicato per tutto l'arco della sua attività lavorativa alla stesura di tanti libri ed articoli nei quali ha riportato le riflessioni, le esperienze, le delusioni e le gioie della sua attività di chirurgo. Alcuni di questi sono:
- Mechanisms involved in the production of certain electroencephalographic patterns (1952)[22]
- Experience in renal transplantation, 1964, Philadelphia[23]
- Experience in hepatic transplantation, 1969, Philadelphia[24]
- Renal homotransplantation, 1974, Chicago[25]
- Portacaval shunt and lipid Synthesis (articolo pubblicato sul Pediatric Research, 1974)[26]
- Live transplantation in children with biliary atresia and vascular anomalies (articolo pubblicato sul Journal of Pediatric Surgery, 1974)[27]
- The Eck fistula in animals and humans, 1983, Chicago[28]
- First international workshop on FK-506: a potential breakthrough in immunosuppression, 1987, Philadelphia[29]
- General surgery: current status and future trends, 1989, New York[30]
- The puzzle people: memoirs of a transplant surgeon, 1992, Pittsburgh[31]

## Premi e riconoscimenti

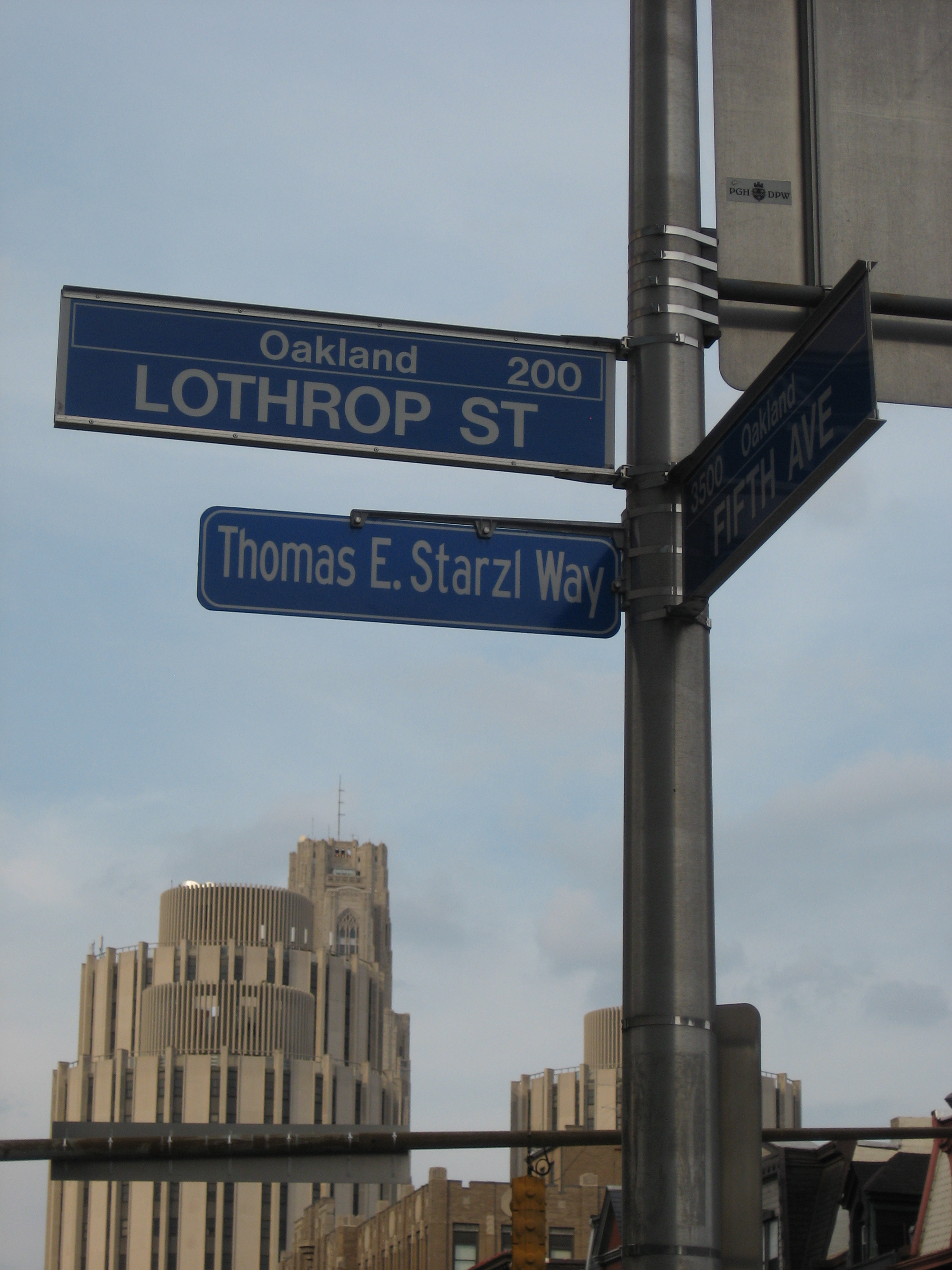
Via Thomas E. Starzl nel campus della University of Pittsburgh

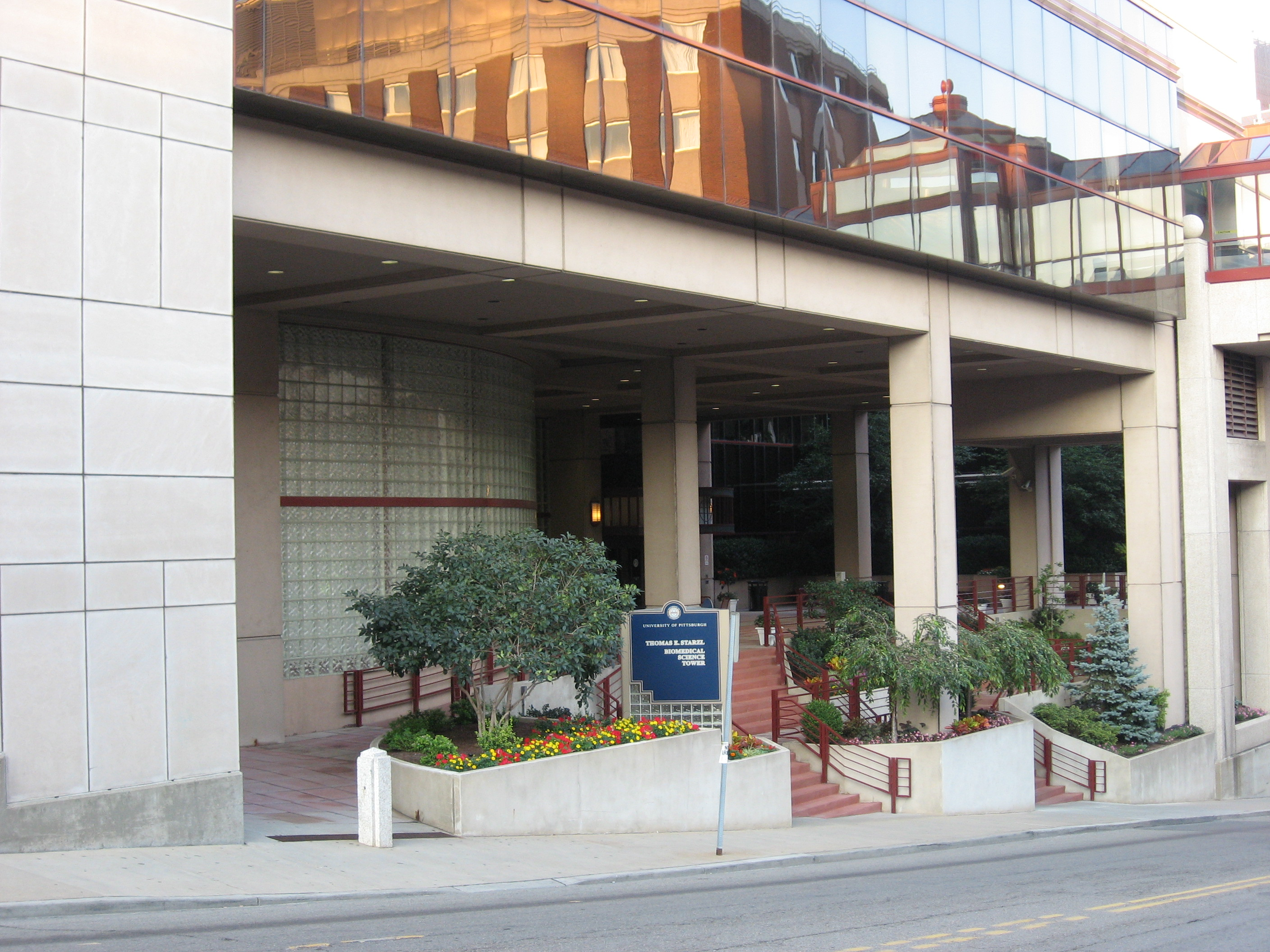
L'ingresso alla Torre Thomas Starzl della Ricerca Biomedica presso l'Università di Pittsburgh.

- Premio Lasker-DeBakey per la Ricerca Medica Clinica (2012, Fondazione Albert e Mary Lasker, New York, USA)[32]
- Premio Carnegie Science del Presidente (2010, Carnegie Science Center)[1]
- Premio Gustav O. Lienhard (2009, National Institute of Medicine)[33]
- Physician of the Year Award (Medico dell'Anno) alla carriera (2009) presentato da Castle Connolly Medical.[34]
- National Medal of Science (2004), presentato dal presidente George W. Bush nella Casa Bianca nel 2006[35]
- John Scott Award (2004)[36]
- Premio Internazionale King Faisal per la Medicina (2001)
- Medaglia Lannelongue Internazionale (1998, Académie Nationale de Chirurgie)
- Jacobson Innovation Award (1995, American College of Surgeons)
- Premio in Gastroenterologia William Beaumont (1991, American Gastroenterological Association)
- Premio al Merito (1991, American Liver Foundation)
- Premio Internazionale "Terme di Chianciano" per la ricerca scientifica epatologica (1986, Terme di Chianciano,XI riunione annuale di Informazione epatologica)[37]
- Premio David M. Hume Memorial (1978, National Kidney Foundation)[38]
- Premio Brookdale in Medicina e Chirurgia (1974, American Medical Association)
- Medaglia Bigelow (Boston Surgical Society)
- Premio Città della Medicina
- Premio Peter Medawar (The Transplant Society)

Starzl è stato nominato una delle persone più importanti del millennio, entrando nella posizione n ° 213 della classifica, secondo gli autori di "1000 anni, 1.000 persone: Classifica di uomini e donne che modellarono il Millennio" (Kodansha America, 332 pp) 
Starzl ha anche ricevuto varie laurea ad honorem da 21 università negli Stati Uniti, e all'estero.  Anche le Università italiane hanno attribuito questo riconoscimento a Thomas Starzl: l'Università di Bologna (1988) e l'Università di Padova (1992).
Nel 2006, ad una festa per il suo 80 ° compleanno, l'Università di Pittsburgh ha rinominato uno dei suoi più recenti edifici di ricerca medica "Torre Thomas E. Starzl delle Scienze Biomediche" (Thomas E. Starzl Biomedical Science Tower), in riconoscimento dei suoi successi e contributi in questo campo. Il 15 ottobre 2007, la Fondazione American Liver Foundation della Pennsylvania occidentale e la città di Pittsburgh hanno onorato Starzl dedicandogli Lothrop Street, una strada vicino al suo ufficio, come "Via Thomas E. Starzl".

## Contributi scientifici principali
- Esecuzione del primo trapianto di fegato umano nel 1963, e il primo trapianto riuscito di fegato umano nel 1967, entrambi presso l'Università del Colorado Health Sciences Center.[41]
- Stabilire l'utilità clinica della ciclosporina nel 1982, e del tacrolimus nel 1991, entrambe ricerche conducendo all'approvazione da parte del FDA;
- Sviluppo di molteplici progressi tecnici nella conservazione degli organi, del prelievo e del trapianto;
- Delineare le indicazioni e limitazioni del trapianto di organi addominali;
- Definire le basi per il trapianto di organi come trattamento di malattie metaboliche ereditarie (fornendo così il razionale per gli approcci attuali per la terapia genetica);
- Riconoscimento del ruolo eziologico dell'immunosoppressione per lo sviluppo di malattie linfoproliferative post-trapianto ed altre infezioni opportunistiche e l'utilità di invertire lo stato di immunodepressione come trattamento principale;
- Esecuzione del primo trapianto combinato cuore–fegato su un bambino di sei anni (Stormie Jones) nel 1984[42]Stormie Jones nasce a Borger in Texas il 30 maggio 1977. Fin dalla nascita soffriva di ipercolesterolemia, all'inizio del 1984 la bambina venne ricoverata al Children's Hospital di Pittsburgh. L'equipe di Starzl riuscì ad eseguire il doppio trapianto di cuore e fegato il giorno di San Valentino. Questo evento ebbe un'ampia risonanza mediatica. Dopo le dimissioni la bambina riprese a vivere normalmente, fino al 1989 quando dovette sottoporsi a un nuovo trapianto di fegato. Nell'estate del 1990 ebbe un rigetto acuto al cuore e morì l'11 novembre 1990 al Children's Hospital di Pittsburgh[43]
- Proporre il microchimerismo come meccanismo di tolleranza degli organi trapiantati.